# Tapinoma annandalei
Tapinoma annandalei es una especie de hormiga del género Tapinoma, subfamilia Dolichoderinae. Fue descrita científicamente por Wheeler en 1928.
Se distribuye por India y Sri Lanka.

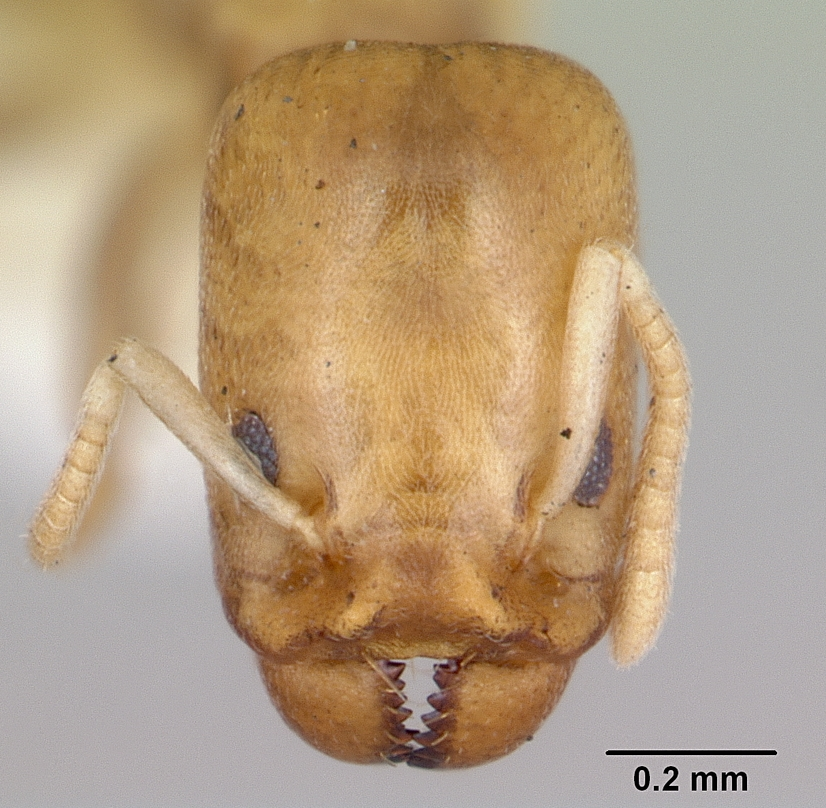
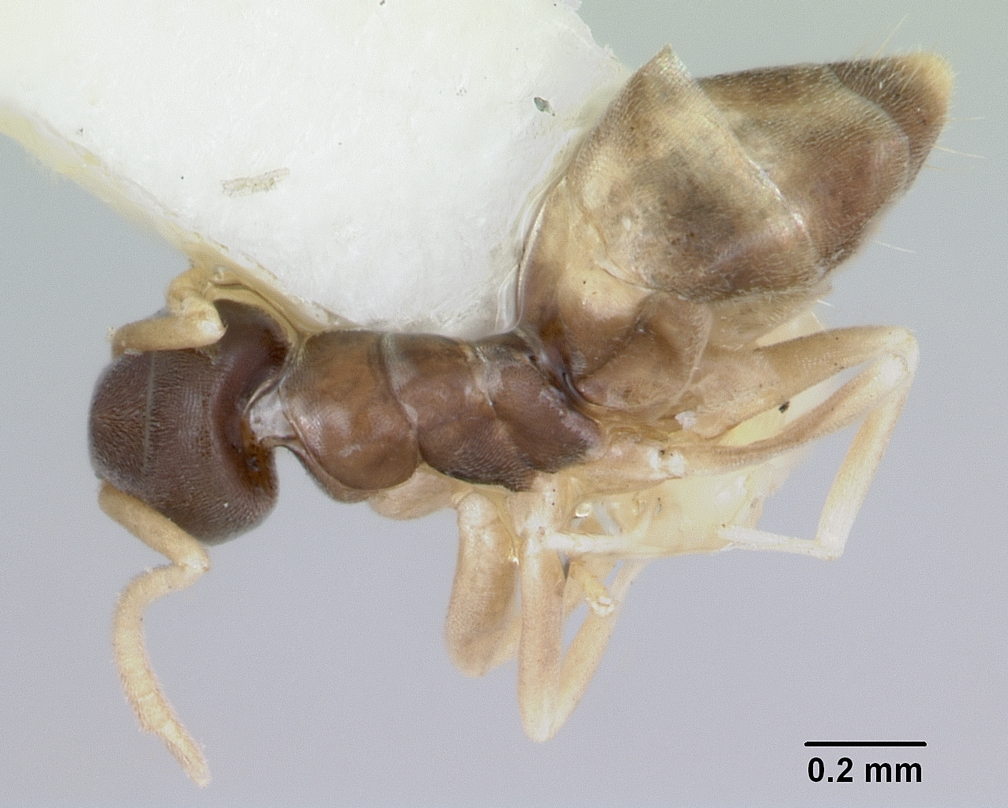
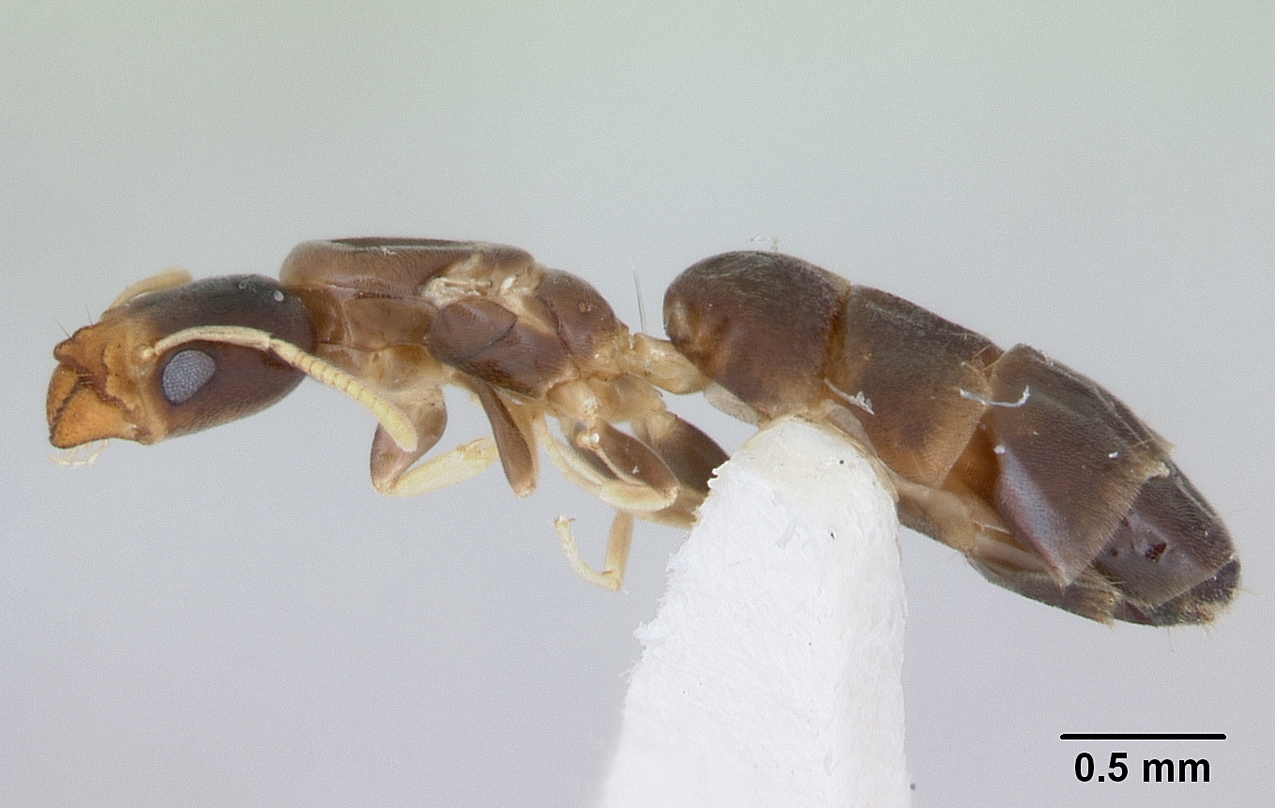